# 등신불

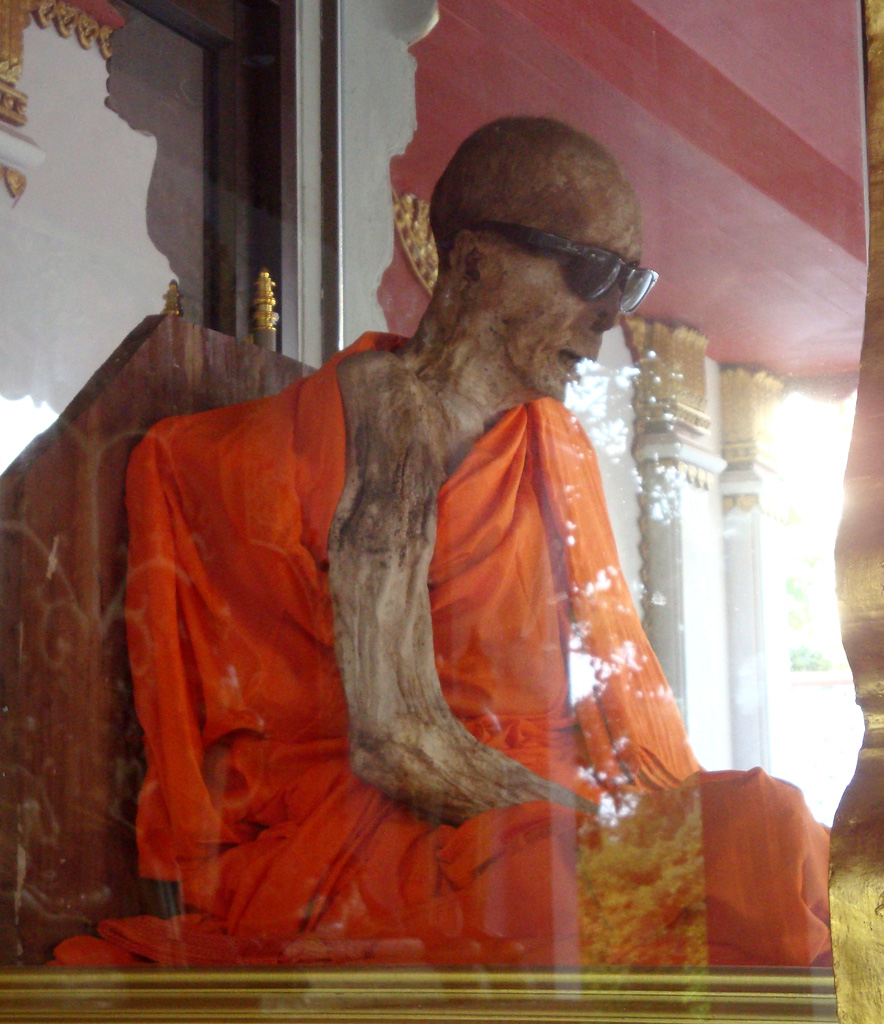
태국 수랏타니주 사무이섬의 왓 쿠나람에 안치된 루앙 포 댕의 등신불.

등신불(等身佛)은 사전적으로 '사람의 몸 크기와 똑같이 만든 불상'을 뜻한다. 하지만 의미 변화로 '미라가 된 승려로 만들어진 불상'을 일컫는 용어로 주로 사용된다. 중화권에서는 육신불(肉身佛), 일본에서는 즉신불(卽身佛)이라고 한다.
불교에서는 일정한 경지에 이른 고승이 금식을 하며 몸의 수분을 최소화한 채 입적하면 시신이 자연스럽게 부패하지 않고 생전의 모습으로 미라화된다고 전해지며, 이러한 시신에 옻칠을 하고 금을 덧씌워 등신불을 만든다.

## 사례
2015년 2월에 네덜란드의 연구진은 중국에서 발견된 불상에 대한 컴퓨터 단층 촬영을 통해, 내부에 사람의 골격이 있다는 것을 밝혀내 등신불이라는 것을 알아내었다. 이 불상의 주인공은 중국 송나라 시절 리취엔이라는 승려로 추정됐으며, 금식하면서 명상을 하다 사망한 것으로 보인다고 연구진은 밝혔다.